# Pilar Boyero
Pilar Boyero Gómez (Cáceres, 28 de mayo de 1974), más conocida como Pilar Boyero, es una cantante, presentadora y profesora española especialista en copla.
Escribe, presenta y dirige, desde 2006, el programa Soy lo prohibido en Canal Extremadura Radio dedicado a la copla y su visión particular de la música. Además, desde 2023, presenta Desde que estuve, niña, en La Habana en la misma emisora, dedicado a la cultura y a la música cubana.
Imparte clases de Historia de la Copla en la Universidad de Mayores de Extremadura y conferencias sobre ello. 
Tertuliana y miembro del jurado en programas de televisión de nuevos talentos como Duende Joven en Canal Extremadura Televisión, A tu vera y Los niños de tus ojos en Castilla-La Mancha Televisión y en el festival San Remo Music Awards Cuba.
Además, ha dirigido secciones dedicadas a la canción española como Cuadernos de copla en Nuestra tarde o La Copla por montera en el El Coso, en Canal Extremadura, y en otros medios como ABC Punto Radio.
Galardonada con premios como: Superolé (2005), Grada: Ocio (2015), A tu vera (2015), Menina (2015), Cáceres con nombre de mujer (2017), Cubadisco: Mejor disco internacional (2022), entre otros.

## Biografía
Estudió Derecho en la Universidad de Extremadura. Fue alumna de canto y piano en el Conservatorio Oficial de Música "Hermanos Berzosa" de Cáceres durante cinco años y solista del Coro de la UEX. En Sevilla se formó con el Maestro Borriño, especializado en copla, y más tarde en Madrid con el Maestro Bazán.
Decidió dedicarse profesionalmente a la copla en 1992, tras haber despuntado en este género actuando en emisoras locales, fiestas de barrio, festivales, etc. Ese mismo año, participó en el cálido homenaje al maestro Juan Solano que se celebró en Cáceres, compartiendo cartel con figuras consolidadas como Lolita Sevilla, Paquita Rico, María José Santiago, etc., que organizó la Diputación de Cáceres. También fue incluida en los programas de actividades tanto de la Junta de Extremadura como de las Diputaciones Provinciales de Cáceres y de Badajoz, como “Estivalia”, “Otoño Musical”, entre otros.
En 1995 sacó al mercado nacional su primer álbum bajo el título “El cante mío”; garbado en los estudios Jammin’ de Mérida. Dicho trabajo discográfico sonó en las principales emisoras de radio dedicadas a la música española: Cadena Dial, Radio Nacional de España, etc.
Se presentó con frecuencia fuera de la región, actuando en hogares extremeños como el de Igualada (Barcelona), Vitoria, etc., así como, en teatros y salas de Madrid. En mayo de ese año actuó en la capital ante las cámaras de televisión de Canal 47 como artista invitada en el programa “Las noches del 47”, presentado por el Maestro Bazán. Fue incluida en el espectáculo de canción española y flamenco “Quejío”, ideado por el guitarrista flamenco José Antonio Conde.
En febrero de 1996 fue acompañada al piano por Felipe Campuzano, en una actuación celebrada en el Auditorio San Francisco de Cáceres. En abril de este mismo año realizó una gira por Marruecos, actuando en centros educativos dependientes de la Embajada Española. 
En 1998 comenzó su gira de verano presentándose, en un concierto acústico (piano, contrabajo y voz), en el legendario Centro Cultural Ateneo de Madrid. La misma concluyéndola tres meses después, en el Palacio de Exposiciones y Congresos de Salamanca, actuando acompañada de su orquesta. 
El 28 de abril de 1999 realizó la presentación de su segundo disco “Pilar Boyero canta al Maestro Solano”, con un concierto en el Auditorio de Cáceres.
Desde principios de 2002 imparte un ciclo de conferencias bajo dos epígrafes: “La copla, recuperación de un patrimonio común” y “La copla y las leyes: El derecho de la pasión”; también editadas en revistas culturales.
En septiembre participó en el espectáculo musical “Extremadura, los sonidos de un pueblo”, producción de la Junta de Extremadura para los actos del Día de Extremadura en el Teatro Romano de Mérida.
Además, ese mismo año estrenó su espectáculo “Una vida entera”, un proyecto musical con artistas internacionales como el trompetista americano Jerry González, el pianista gaditano Chano Domínguez, ambos protagonistas del film Calle 54 de Fernando Trueba, el saxofonista-flautista de jazz-flamenco Jorge Pardo y el aclamado violinista Ara Malikian, los cuales se subieron por primera vez al escenario con Pilar Boyero en un concierto celebrado en Guadalupe en agosto de 2002.
El 4 de junio de 2004 presentó su disco Una vida entera, acompañada por el pianista gaditano Chano Domínguez y el trompetista Jerry González, en el Gran Teatro de Cáceres y siguiendo así, por diversos teatros de Extremadura. Este álbum está lleno de arte, sensaciones, emociones, sabores, suspiros, pero sobre todo, un requiebro del alma y la libertad de soñar y amar. Renueva la copla con matices de salsa y jazz, abriéndole el camino y la senda para seguir avanzando en el mundo de la fusión, siendo así, un punto de inflexión en su carrera.
Desde el 2006 escribe, presenta y dirige Soy lo prohibido en Canal Extremadura Radio, dedicado a la copla, y realiza la sección "La copla por montera" en el programa El Coso de la misma cadena.
En mayo de 2008 fue homenajeada por más de 40 artistas en la exposición "Divina Pilar", en el Gran Teatro de Cáceres.  La muestra recogió un tratamiento fotográfico y pictórico de la figura de Pilar Boyero como reina de la copla. Además, se mostraron pinturas, vídeos, esculturas e incluso, grafitis; en total más de medio centenar de piezas. En un principio la muestra sólo iba a ocupar una planta del teatro, pero ante el éxito de la convocatoria, las obras se repartieron en dos plantas.
En noviembre de 2008 publicó el álbum “Cáceres-Manhattan”, con letras del poemario homónimo de Santiago Tobar y con los arreglos del compositor Carlos Ojeda. El concepto del disco trata sobre las relaciones humanas, cómo se establecen y fluctúan, cómo unas aguantan y otras se desvanecen. Apuesta por la fusión de poesía, copla y otras músicas. Los temas sorprendieron por la mezcla de sonidos y su originalidad. En unos casos, por la calidad de las composiciones y en otros por el riesgo musical que asumió este proyecto, lejos de la comercialidad.
En 2009 fue la pregonera del Carnaval Medieval de Cáceres, en el Palacio de los Golfines de Arriba.
Ese mismo año participó en el cortometraje “¡Cuánta mentira!”, dirigido por Marce Solís.
Desde 2011 imparte 'Historia de la copla' en la Universidad de Mayores de la Universidad de Extremadura.
En abril de 2011 publicó el EP “Coplas de puñalá”, grabado en Casa Limón y Yenimusic, gracias a artistas de la talla de Antonio Serrano, Jerry González, Jorge Pardo o Niño Josele. Además, contó con colaboraciones como la de Juan Antonio Valderrama. 
Dicho trabajo revisó la copla clásica con una visión muy actual y reflejó una parte importante de la vida de la artista. El nombre se debió a una frase de Carlos Cano en una entrevista de Arturo Pérez Reverte, en la que abogaba por la copla del café cantante, del bisabuelo y de la puñalá.
Meses más tarde grabó la canción “Embrujá por tu querer”, con la colaboración de Jerry González, llenando de magia neoyorquina este tema coplero con tintes flamencos, surgiendo una fusión por completo.
En 2012 presentó el espacio "Cuadernos de copla" en el programa "Nuestra tarde" en Canal Extremadura.
En 2013 estrenó en el Gran Teatro de Cáceres el espectáculo Hacia Carlos Cano, tributo al artista granadino. En el mismo participaron Benjamín Torrijo, pianista de Carlos Cano durante gran parte de su carrera, y Rubén García, director escénico. Además, contaron con la colaboración Alicia Sánchez, la viuda del artista, y sus hijas.
En 2015 participó en la séptima temporada del programa A tu vera de Castilla-La Mancha Media como miembro del jurado, junto a Rafael Rabay e Hilario López Millán, presentado por Alicia Senovilla. En marzo de ese año fue galardonada con el Premio A tu Vera en dicho programa.
En abril  recibió el Premio Grada al ocio en el Palacio de Congresos de Badajoz. Y en noviembre fue galardonada con el Premio Menina 2015, en reconocimiento por su compromiso en la erradicación de la violencia de género.
En febrero de 2016 lanzó al mercado el disco Por siempre Carlos Cano, álbum que rinde homenaje a la figura del cantautor granadino Carlos Cano.
Además, gira con el espectáculo homónimo. Una de las peculiaridades del mismo, es que cuenta con la banda original del artista, liderada por el maestro Benjamín Torrijo, el cual, le acompañó durante 15 años, y es el director musical y de los arreglos de los últimos años. 
El repertorio reúne sus éxitos más emblemáticos como, “Habaneras de Cádiz”, “Alacena de las monjas”, “El tango de las madres locas”, “Dormido entre rosas” y aquellos títulos que él recuperó como “Ojos verdes”, “La bien pagá”, “Tani”, “Antonio Vargas Heredia”, “Rocío”, llegando a su punto álgido con “María la portuguesa”, canción que cantan ambos a la limón.
El 7 de septiembre de ese año actuó junto a la Orquesta de Extremadura, dirigida por Álvaro Albiach, en el Teatro Romano de Mérida durante la gala del Día de Extremadura. La misma fue retransmitida a través del canal internacional de Canal Extremadura, lo que le abrió el mercado hispanoamericano.
Ese mismo año, ultimó un disco homenaje al maestro Juan Solano, bajo el título "Solano sinfónico", grabado con la Orquesta de Extremadura y con colaboraciones de Carmen París, Clara Montes y Enrique Heredia Negri.
El 8 de marzo de 2017, Día de la Mujer, fue galardonada con el Premio Cáceres con nombre de mujer, en reconocimiento de su defensa de la mujer.
Un mes más tarde presentó, junto a Goyo González, la IX Gala de Premios Grada de la Revista Grada, que tuvo lugar en el Palacio de Congresos de Badajoz.
En 2018 actuó en la X Gala de Premios Grada de la Revista Grada, acompañada por la Orquesta de Extremadura, en donde interpretó temas del espectáculo "Solano sinfónico", homenaje al Maestro Solano.
En 2019 recibió el Premio Las Vaguadas, por su compromiso con la educación y los derechos de la infancia.
En marzo de 2020 presentó el disco Cuba por coplas, grabado en directo en La Habana, el 20 de octubre, Día de la Cultura Cubana, con la Orquesta Sinfónica Nacional de Cuba, dirigida por el Maestro Enrique Pérez Mesa. En el mismo, hizo una colaboración la soprano Milagros de los Ángeles. Todas las canciones del disco son del Maestro Solano, manteniendo viva la memoria del compositor cacereño. Dicho álbum fue nominado al Mejor Disco Internacional Cubadisco 2020-2021.
En julio de 2021 publicó su último disco titulado Notas de viajes, en tributo a Carlos Cano, en el que colaboran Pablo Cano, hijo de éste, e Israel Rojas, cantante del grupo Buena Fe.
El 15 de noviembre de 2021 homenajeó a Rocío Jurado, La Más Grande, con el espectáculo "Algo se nos fue contigo", en el Teatro EDP Gran Vía de Madrid. El mismo está inspirado en la chipionera, no solo el repertorio, sino también la puesta en escena y el vestuario. La orquesta estuvo compuesta por quince músicos, dirigida por Juan Carlos Carrasco, el cual suele trabajar con artistas como Ricky Martin. El batería, Juan Carlos Rico, que llegó a tocar también con la propia Jurado. Y además, un cuadro flamenco, entre los que se encuentra el bailaor Andrés Malpica.
Entre las personalidades que asistieron al evento se encontraban Enrique Heredia Negri, Olga María Ramos, Javier de Montini, Hilario López Millán, Manuel Francisco Reina, Carlos Vargas, Roser, Mara Barros o Jesús Manuel Ruiz.
Días más tarde compartió escenario con Omara Portuondo y Enrique Heredia Negri en el espectáculo Canciones de ida y vuelta, que tuvo lugar en Talayuela.
En abril de 2022 participó en el festival San Remo Music Awards Cuba en donde fue miembro del jurado del certamen. Además, realizó conciertos y conferencias en Cuba, compartiendo escenario con artistas como Waldo Mendoza o Israel Rojas del grupo Buena Fe.
Poco después fue nominada a los Premios Cubadisco en la categoría Mejor Disco Internacional.
Formó parte de la programación del festival WOMAD de Cáceres 2022, en el que actuó en el Palacio de Carvajal de Cáceres, dedicado a la historia de la copla desde la perspectiva de la mujer.
En mayo, finalmente, fue galardonada con el Premio Cubadisco 2022 como Mejor Disco Internacional. La gala de entrega de premios tuvo lugar en el Teatro América de La Habana, en donde la artista actuó.
En julio realizó varios conciertos junto a la artista cubana Haila Mompié en el XVI Aniversario Encuentro Amigos de Partagás en Matelica (Italia), en donde recibió el galardón Club Amigos de Partagás.
En agosto actuó en el Festival de copla de Salorino, en donde compartió cartel con Soraia Branco, Nane Ramos, Guadiana Almena y Lucía Panadero Lechuga.
En octubre formó parte de la feria de la industria musical WOMEX (Worldwide Music Expo), que tuvo lugar en Lisboa.
En noviembre realizó una gira por Cuba, llevando el espectáculo "Algo se nos fue contigo", homenaje a Rocío Jurado, en lugares como el Teatro Nacional de Cuba, el Teatro Sauto de Matanzas, Cabaret Tropicana, Cabaret Parisién del Hotel Nacional de Cuba, ente otros, acompañada por algunos de sus músicos, el pianista Alejandro Falcón y por la jazz band de Joaquín Betancourt.
Estrenó el espectáculo "Coplas de ida y vuelta" en el Anfiteatro del Centro Histórico de La Habana, en homenaje a los 503 años de la fundación de la capital cubana, repasando sus toques de flamenco y melodías que son parte de su repertorio musical, de la mano del director Joaquín Betancourt. 
Formó parte del Festival Chocolate con Café, que tuvo lugar en el Cine Huambo de Guatánamo, interpretando varios clásicos de Rocío Jurado. Fue acompañada por Alejandro Falcón, el flautista argentino Rodrigo Sosa y Haila Mompié.
En diciembre comenzó la sexta edición del programa "Te recuerdo: La memoria de un pueblo", teniendo lugar en residencias de mayores y pisos tutelados de la provincia de Cáceres, organizado por la Diputación Provincial de Cáceres.
El 11 de diciembre realizó un concierto solidario en Linares a beneficio de la Asociación Provincial de Jaén Amistad con Cuba "Indio Naborí", para recaudar fondos para paliar los daños provocados por el Huracán Ian, en la Provincia de Pinar del Río en Cuba.
Ese mismo mes lideró la Zambomba Flamenca Los Peces en el Río, durante una serie de conciertos que se realizaron en las barriadas de Cáceres San Blas, Mejostilla, Aldea Moret, Llopis Ivorra y en la Plaza Mayor de la ciudad, para celebrar la Navidad con villancicos tradicionales que se fusionan con el flamenco, con la participación de músicos extremeños.
En enero de 2023 realizó un concierto benéfico, del espectáculo Copla y flamenco en clave de jazz, en el Auditorio San Francisco de Cáceres. Todo lo recaudado fue destinado a la Asociación Voces y a la Asociación Sonrisas en Acción para paliar necesidades extremas en Mozambique y de personas refugiadas de otros países en guerra que tienen que huir del terror. 
Ese mismo mes estuvo de gira en Cuba, actuando en el Cabaret Parisién del Hotel Nacional de Cuba, el evento culinario internacional Cuba Sabe 2023 en el Hotel Iberostar Grand Packard y formando parte de la programación del 38º Festival Internacional Jazz Plaza. Inauguró dicho festival en Santiago de Cuba en el Teatro Martí con el espectáculo Copla y flamenco en clave de jazz, llevando el mismo también al Patio Jutía Conga de la Unión de Escritores y Artistas de Cuba (UNEAC) y al Iris Jazz Club. Además, fue distinguida como Visitante distinguido de la ciudad de Santiago de Cuba por la Asamblea Municipal del Poder Popular de la ciudad.
Ese mismo mes actuó en el Palácio dos Aciprestes de Linda-a-Velha (Portugal) con motivo del Día Nacional de la República de Cuba. 
En marzo de 2023 formó parte de la programación de la XX Fiesta del Tambor "Guillermo Barreto in memoriam" de Cuba, actuando en la Casa de Cultura de Centro Habana, en Bulebar 66, en el Salón Rosado de La Tropical y en el municipio de Regla. Además, actuó en La Vitrola, en el Cabaret Tropicana y en el Hotel Nacional de Cuba. Ese mismo mes recibió la distinción Raúl Gómez García, por el Sindicato Nacional de Trabajadores de la Cultura de Cuba.
En abril estrenó su nuevo programa de radio titulado Desde que estuve, niña, en La Habana en Canal Extremadura Radio, presentado y dirigido por ella, dedicado a la cultura y a la música cubana.
A lo largo de ese mes publicó dos nuevos sencillos, Señora y Algo se me fue contigo, avances de su nuevo disco titulado "Algo se nos fue contigo", homenaje a Rocío Jurado, grabado en directo durante su espectáculo homónimo.
En mayo ofreció un concierto en el Teatro Eddy Suñol de Holguín (Cuba), dentro de la programación de las Romerías de Mayo, acompañada por la Orquesta Sinfónica de Holguín, dirigida por el maestro Oreste Saavedra, con el espectáculo Coplas de ida y vuelta. Actuó también en las celebraciones del día del trabajador y en el Conservatorio de Música José María Ochoa de Holguín. Además formó parte de la programación de la feria internacional de la música Cubadisco, actuando en La Habana en el Salón Longina.
Ese mismo mes publicó una colaboración junto a Haila María Mompié con el tema Sarandonga, de Compay Segundo.
En junio realizó un concierto en el Teatro Tomás Terry de Cienfuegos (Cuba), dentro de la programación del Festival de Música Alternativa Ciudad del Mar, acompañada por Lázaro Zaldívar al piano y Jaime Reyes a la trompeta.
En julio realizó una gira en México, estrenando el espectáculo "Homenaje a las grandes Rocíos: Dúrcal y Jurado" en el Teatro Varsovia de Ciudad de México. Posteriormente llevó el mismo al Centro Cultural Universitario Bicentenario de San Luis Potosí, acompañada por la Orquesta Sinfónica Universitaria, dirigida por el maestro Alfredo Ibarra.
En septiembre participó en la conferencia "Rocío Jurado, ese mito", junto a Juan Mellado y Marina Bernal, en el Centro de Interpretación Rocío Jurado (Museo Rocío Jurado), conmemorando el 80 aniversario del nacimiento de la artista chipionera.
En octubre realizó varios conciertos en la Sala Dolores de Santiago de Cuba con el espectáculo Copla y Flamenco en clave de Jazz. Posteriormente actuó en el Teatro Eddy Suñol de Holguín con el espectáculo "Iberoamericana", acompañada por la Orquesta Sinfónica de Holguín, dirigida por el maestro Oreste Saavedra, dentro de la programación de la XXIX Fiesta de la Cultura Iberoamericana. Y también, en la Casa de Iberoamérica y el hotel Meliá Santiago de Cuba con el espectáculo "Homenaje a las grandes Rocíos: Dúrcal y Jurado".
En noviembre formó parte de la programación del Festival Chocolate con Café de Guantánamo, compartiendo cartel con artistas como Buena Fe, Haila María Mompié, Vania Borges, los Van Van, Cándido Fabré, el Septeto Santiaguero, entre otros, llegando a reunir a más de 50.000 personas.
En diciembre llevó a cabo una nueva edición del programa Te recuerdo: La memoria de un pueblo, organizado por la Diputación Provincial de Cáceres, con la que mayores, enfermos de alzheimer o con movilidad reducida, pudieron disfrutar de la copla en diferentes centros residenciales de la provincia de Cáceres.
En enero de 2024 actuó en la Sala Tito Junco del Centro Cultural Bertolt Brecht y en el Teatro América de La Habana, con el espectáculo "Copla y Flamenco en clave de Jazz", dentro de la programación del Festival Internacional Jazz Plaza.
A su regreso fue galardonada con el Premio "Media Verónica" en la gala del XV Aniversario de la peña taurina "Media Verónica", que tuvo lugar en el Palacio de la Cultura de Herrera del Duque.
En febrero de 2024 fue nominada a los Premios de la Música Extremeña en la categoría de Mejor homenaje, por su espectáculo Algo se nos fue contigo: Homenaje a Rocío Jurado.
Prologó el libro Rosa Morena. Manuela Pulgarín González. La reina del flamenco pop, escrito por Manuel Iglesias Segura y publicado por la Fundación CB ese mismo mes.
En marzo de 2024 ofreció varios conciertos en La Habana dentro de la programación del Mes de la Mujer "Mujeres sin límites". En la Embajada de España en Cuba ofreció la conferencia-concierto La evolución de la mujer en clave de Copla. Al día siguiente en el Teatro Martí llevó el espectáculo Copla y Flamenco en calve de Jazz y posteriormente, actuó en el Convento de Belén con el de Copla: La Memoria de un pueblo.
En abril llevó a cabo la conferencia-concierto La evolución de la mujer en clave de Copla en la Real Sociedad Económica Extremeña Amigos del País de Badajoz, presentada por María Isabel Paredes Dávila y acompañada al piano por Pedro Monty.
En mayo llevó a cabo una gira en México. Ofreció un concierto en el Teatro de la Ciudad Esperanza Iris de Ciudad de México con el espectáculo Dúrcal y Jurado Sinfónico, acompañada por la Orquesta Filarmónica Internacional y por Rodrigo de la Cadena como artista invitado, coincidiendo con la celebración del día de las madres.  Posteriormente realizó conciertos en el Auditorio del IMAC de Xalapa, en el Palacio de la Música Mexicana de Mérida, en el Juncal Tablao Flamenco de Ciudad de México, en el Centro Cultural Teopanzolco de Cuernavaca y en el café-concierto Lo de Inés de Ciudad de México, con el espectáculo Homenaje a las grandes Rocíos: Dúrcal y Jurado, a piano y trompeta.
En septiembre realizó varios conciertos en San Luis Potosí (México), llevando los espectáculos Dúrcal y Jurado Sinfónico junto a la Orquesta Sinfónica Universitaria UASLP, Copla: La memoria de un pueblo y Homenaje a las Grandes Rocíos: Dúrcal y Jurado, dentro de la programación de la Romería Covadonga.
Ese mes ofreció un concierto en Chipiona con el espectáculo "Algo se nos fue contigo", homenaje a Rocío Jurado, en el Palacio de Ferias y Exposiciones de la localidad, con motivo de las celebraciones del Día de Rocío Jurado.
A finales de mes formó parte de la presentación del libro Paquirri, en primera persona, escrito por el periodista Miguel Gallardo, en Barbate. Conmemorando así, el 40º aniversario del fallecimiento del torero. Además, interpretó varios temas acompañada por Lázaro Zaldívar al piano.
En diciembre participó en el homenaje a Perlita de Huelva en el Gran Teatro de Huelva, en donde compartió cartel con artistas como Arcángel, Argentina, Sandra Carrasco, Pepe El Marismeño, entre otros.
Al día siguiente presentó la nueva edición del programa Te recuerdo: La memoria de un pueblo, organizado por la Diputación Provincial de Cáceres, con la que mayores, enfermos de alzheimer o con movilidad reducida, disfrutaron de la copla en varios centros residenciales de la provincia de Cáceres.
Participó en el especial de Nochebuena de Canal Extremadura "Nochebuena Flamenca", presentado por Celia Romero y Juan Bazaga. Rodado en el Gran Teatro de Cáceres, interpretó el villancico "Tarantán".

## Centros residenciales
Desde 2006 la artista trabaja con enfermos de alzheimer en clave de copla, gracias a los buenos resultados que este género ocasiona en ellos. Y desde 2016, ofrece ciclos de conciertos, acompañada al piano por el maestro Pedro Monty, en centros residenciales de Extremadura en dos programas financiados por Diputación de Cáceres, Diputación de Badajoz, fundaciones y ayuntamientos: “Vivir la copla” y “Te recuerdo”.

## Jurado de talent show
- 2010: Duende joven, Canal Extremadura TV.[100]
- 2014: Los niños de tus ojos, Castilla-La Mancha Media.
- 2015: A tu vera, Castilla-La Mancha Media.
- 2012: Festival San Remo Music Awards Cuba.

## Copresentadora de televisión
- 2012: Cuadernos de coplas, en el programa Nuestra tarde de Canal Extremadura Televisión.[101]
- 2012: Íñigo en directo, Castilla-La Mancha Media.
- 2013: Bravo por la copla, Castilla-La Mancha Media.
- 2014: X la tarde, Canal Extremadura Televisión.

## Discografía
- 1995: El cante mío.
- 1998: Pilar Boyero canta al maestro Solano.
- 2004: Una vida entera.
- 2008: Cáceres-Manhattan.
- 2011: Coplas de puñalá.
- 2016: Por siempre Carlos Cano.
- 2020: Cuba por coplas.
- 2021: Notas de viajes.

## Premios y reconocimientos
- 2005: Premio Superolé 2005.
- 2015: Premio Grada al ocio.
- 2015: Premio A Tu Vera.
- 2015: Premio Menina 2015.
- 2017: Premio Cáceres con nombre de mujer.[102]
- 2017: Premio Las Vaguadas.
- 2017: Premio Ellas 2020.
- 2021: Nominación Cubadisco 2020-2021: Mejor Disco Internacional.
- 2021: Embajadora del Capazo.
- 2022: Nominación VI Premios Extremadura Exporta: Empresa de servicios.
- 2022: Premio Cubadisco 2022: Mejor Disco Internacional.
- 2022: Premio Club Amigos de Partagás.
- 2022: Premio Círculo de Amigos del Gran Teatro de La Habana "Alicia Alonso".
- 2023: Visitante distinguido de la ciudad de Santiago de Cuba.
- 2023: Distinción Raúl Gómez García.
- 2024: Premio Media Verónica.
- 2024: Nominación Premios de la Música Extremeña: Mejor homenaje.